# Tullio Giordana
Carlo Tullio Pietro Francesco Giordana (Crema, 5 luglio 1877 – Milano, 27 gennaio 1950) è stato uno scrittore, giornalista e avvocato italiano.

## Biografia

### DaLa TribunaaL'Ora
Nato a Crema in una famiglia di origini piemontesi, rimase orfano prima del padre (Pietro Giordana, luogotenente dei carabinieri) e poi della madre già all'età di dieci anni. Fu cresciuto dai Samarani, parenti della madre Elvira Carniti.
A vent'anni seguì Ricciotti Garibaldi in Grecia per combattere nella guerra contro l'Impero ottomano del 1897 e dove, grazie all'intervento del poco più anziano Ugo Ojetti, fu nominato corrispondente del quotidiano romano La Tribuna. Tuttavia, non esordì allora in quell'incarico, bensì qualche mese dopo, e per La Stampa di Luigi Roux e Alfredo Frassati, che lo spedirono in Spagna dove, l'8 agosto di quell'anno, l'anarchico pugliese Michele Angiolillo aveva ucciso il presidente del consiglio iberico Antonio Cánovas del Castillo.
Sul finire del secolo si dedicò alla stesura di alcuni romanzi nello stile dannunziano allora imperante (Il patto 1897, La fiamma e l'ombra 1898, L'occhio del lago 1899) e pubblicò la raccolta di novelle Le greche (1899), legata alla sua breve esperienza in terra ellenica. Laureatosi poi in giurisprudenza e divenuto avvocato, il 9 dicembre 1901 si sposò a Sanremo con Clelia Bertollo, figlia del ricco industriale Giovanni Bertollo. Sull'onda delle proteste degli intellettuali europei provocate negli ultimi anni dell'Ottocento dal tentativo di russificazione del Granducato di Finlandia, nel 1902 scrisse il saggio La morte d'una Costituzione (Finlandia 1809-1899) con lo pseudonimo Patrius.
Nel 1904 si recò con l'amico Ojetti negli Stati Uniti d'America a Saint Louis in occasione della Fiera mondiale di Saint Louis (l'esposizione universale organizzata per celebrare il centenario dell'acquisto della Louisiana) ed ebbe così modo di conoscere da vicino il giornalismo americano, di cui avrebbe adottato alcuni aspetti caratteristici (come la cronaca degli eventi più importanti scritta sul posto). Nello stesso anno Luigi Roux, passato da Torino a Roma, lo chiamò a lavorare alla Tribuna, di cui fu redattore fino al 31 agosto 1910, quando lasciò il quotidiano romano per andare a dirigere (forse con l'appoggio di Vittorio Emanuele Orlando) L'Ora di Palermo. A partire dal 1907 fu anche corrispondente del New York Herald, pubblicò il saggio giuridico La proprietà privata nelle guerre marittime secondo il diritto internazionale pubblico (1907) e, alla fine del 1908, prese parte come infermiere volontario a una spedizione di soccorso alle vittime del disastroso terremoto di Messina.

### DaLa TribunaaL'Epoca
Dopo aver seguito al fronte i primi mesi della guerra di Libia, il 29 aprile 1912 Giordana lasciò la direzione del quotidiano siciliano (dove era stato soprannominato il "dirigibile") per riprendere il lavoro di redattore alla Tribuna, rimanendovi fino al dicembre 1917. Parallelamente procedeva la sua carriera scientifica. Il 17 gennaio 1914 fu nominato presidente della Stazione sperimentale di batteriologia agraria di Crema (fondata e diretta dal professor Franco Samarani, suo parente e inventore dei "silo con coperchio" per la conservazione dei foraggi) e l'anno successivo, dopo aver raccontato ai suoi lettori il catastrofico terremoto della Marsica (15 gennaio 1915), partecipò da volontario alla prima guerra mondiale: ufficiale degli alpini, venne ferito due volte meritandosi due medaglie d'argento.
Dopo la disfatta di Caporetto (ottobre 1917) in Italia cadde il governo. Vittorio Emanuele Orlando fu nominato capo dell'esecutivo. Sicuro del suo appoggio, Giordana fondò nel dicembre 1917 un nuovo quotidiano politico a Roma: L'Epoca. Insieme con il principe Alberto Giovanelli, «ricchissimo proprietario terriero veneto e deputato radicale», fondò la società editrice del quotidiano, la «Urbs». Giovanelli era presidente, mentre Giordana era, oltre che il direttore, «anche l'amministratore e il direttore generale della Società editrice». Successivamente il giornalista acquisì parte della proprietà della «Urbs» grazie alle «cospicue risorse economiche della moglie» Dal 1918 al 1925 fu proprietario anche del settimanale satirico Il travaso delle idee.
Da tempo Giordana era iscritto al Partito Radicale Italiano e diede a L'Epoca un indirizzo liberal-democratico in sintonia sia con le sue posizioni politiche progressiste, già manifestate per altro a L'Ora palermitana, sia con l'amicizia che lo legava a Vittorio Emanuele Orlando, e alla quale forse si deve l'accentuarsi dei toni patriottici del giornale.  Al termine della guerra l'impegno politico di Giordana si concretizzò nelle sue candidature come radicale nelle coalizioni dei cosiddetti Blocchi Nazionali alle elezioni politiche del 19 novembre 1919 e a quelle di poco successive del 15 maggio 1921, ma con scarso successo. Il 26 aprile 1922 partecipò anche alla fondazione del Partito Democratico Sociale Italiano.

### DaLa TribunaallaGazzetta del Popolo
Nel frattempo aveva portato L'Epoca a una discreta affermazione diffusionale ma, essendone passata di mano la proprietà (settembre 1921), ne lasciò la direzione. Le attenzioni di Giordana e del principe Giovanelli si volsero allora a Il Giornale d'Italia, dove però si scontrarono da un lato con l'opposizione di Antonio Salandra, suo fondatore con Sidney Sonnino nel 1901, e di Alberto Bergamini, suo direttore e socio accomandante pure dal 1901, e dall'altro con quella di Benito Mussolini interessato a sua volta all'acquisizione del prestigioso quotidiano. Sfumato così il progetto, i due ripiegarono sulla Tribuna, di cui rilevarono la proprietà e di cui Giordana assunse la direzione nel dicembre 1923, riservando al neonato governo Mussolini un occhio di favore non disgiunto però da critiche alle violenze e faziosità del fascismo.
Le sue critiche al regime si accentuarono dopo il delitto Matteotti (10 giugno 1924), trasformandosi in aperto dissenso in seguito al discorso mussoliniano del 3 gennaio 1925 e infine nella testimonianza all'Alta Corte di Giustizia, in cui sostenne che «il sistema della violenza illegale, come mezzo rivoluzionario, non era cessato col successo della rivoluzione; ma si continuava in uno stillicidio che il De Bono aveva il torto di permettere per naturale indulgenza a tutto quanto si commetteva dai fascisti». La presa di distanza dalla politica - con la scelta dell'apoliticismo - non lo salvò, a settembre, dall'aggressione di Telesio Interlandi, direttore del quotidiano fascista Il Tevere, e poi da un vero e proprio assalto alla sua abitazione.
Alla fine del 1925 Giordana decise di lasciare la direzione del quotidiano e di ritirarsi dalla professione emarginandosi più o meno "volontariamente" a Spoleto, dove si occupò dell'amministrazione della propria tenuta di Colle Montano realizzando anche un volumetto sulla coltivazione del grano, Oro in chicchi. Culture attuali del frumento (1929). Falliti diversi tentativi di imporsi come autore della Mondadori (1932), pubblicò invece, con lo pseudonimo Enrico Piernera, alcuni scritti sul settimanale umoristico-sportivo Il Settebello e, allo scoppio della guerra d'Etiopia (2 ottobre 1935 - 5 maggio 1936), partì ancora una volta volontario per il fronte. Dovette però rientrare in Italia un mese prima della conclusione della campagna d'Africa in seguito a un incidente automobilistico. Frutto di quell'esperienza furono la promozione a tenente colonnello e due pubblicazioni: Adi Abò e Scirè: misteri svelati. Note di un combattente (1936, pubblicato con lo pseudonimo di Triarius) e il romanzo Settimo piano dell'obelisco (1937).
Pochi anni dopo non rinunziò a partecipare nemmeno alla seconda guerra mondiale facendosi richiamare in servizio tra gli Alpini ma, una volta dato il proprio apporto alla cosiddetta "battaglia delle Alpi Occidentali" (10-25 giugno 1940), venne poi congedato per raggiunti limiti d'età; fu comunque premiato con la nomina a cavaliere dell'Ordine militare di Savoia e la promozione a colonnello. Nel 1941 riebbe la tessera del Partito Nazionale Fascista e poté rientrare nel mondo giornalistico. Lavorò come capo dell'Ufficio Propaganda nell'amministrazione della Società Editrice Torinese, proprietaria della Gazzetta del Popolo. Dopo la Caduta del fascismo ne assunse la direzione, con l'approvazione del Ministero della cultura popolare badogliano, fino all'8 settembre 1943.

### il Resto del Carlino
Iscrittosi al Partito Democratico del Lavoro, dal maggio 1944 partecipò (nome di battaglia Delfino) alla resistenza in Val Chisone entrando nella Brigata autonoma "Val Chisone" guidata dal sergente Maggiorino Marcellin (nome di battaglia Bluter) e costituita in gran parte da alpini che avevano già combattuto sotto il suo comando; il 10 agosto, pressoché accerchiati dai tedeschi, i partigiani riuscirono a disimpegnarsi a piccoli gruppi e trovarono rifugio in territorio francese. Qui Giordana cercò di riorganizzare le formazioni della resistenza, scontrandosi però con l'ostilità delle autorità transalpine. Dopo la Liberazione collaborò con La Stampa di Torino (allora La Nuova Stampa) e il Corriere del Popolo di Genova, prima di assumere, dal 17 marzo 1946, la direzione al Resto del Carlino ribattezzato Giornale dell'Emilia, cui diede la propria tradizionale impostazione progressista, moderata e patriottica.
Fu lui ad esempio, il 26 maggio 1946, a scrivere l'articolo "Castelfranco-Manzolino-Piumazzo. Un triangolo tracciato col sangue", in cui coniò la locuzione "triangolo della morte" per indicare la zona sull'Appennino emiliano fra Modena e Reggio teatro, anche dopo la Liberazione, di numerose esecuzioni di ex fascisti da parte dei partigiani comunisti. Il che gli valse una critica "diffamatoria" da parte del deputato comunista Arturo Colombi, contro il quale sporse poi querela. Qualche mese dopo, a dicembre, avviò un'aspra campagna di stampa contro la Costituente (con gli editoriali Assemblea in frigorifero e Balorda iniziativa), invischiatasi nel «miserando spettacolo di una congiuretta parlamentare per una sorprendente improvvisazione»: «l'assurda frattura» proposta dal ministro Giuseppe Micheli di creare la regione ligure-emiliana Lunezia. All'inizio del 1947 lanciò il giornale in un'altra campagna a sostegno dell'indipendenza, soprattutto economica, della magistratura (Giudici alla fame). Probabili contrasti politici con la proprietà del giornale, che pare lo giudicasse troppo a sinistra, lo convinsero a dimettersi il 1º ottobre 1947.
Con lo pseudonimo Enrico Piernera scrisse ancora nel 1948 per L'illustrazione del Popolo, supplemento illustrato della Gazzetta del Popolo, prima di spegnersi a Milano un anno e mezzo dopo.

## Onorificenze e memorie
Il comune di Roma gli ha dedicato una via nella zona del Casale Capocotta, presso Pratica di Mare.

## Pubblicazioni
- Nelle nozze Cardazzi-Rapuzzi, Tullio Giordana offre la rima nona augurale in onore della sposa, Cremona, Fezzi, 1896.
- Tullio Giordana offre le prime pagine del Patto, Cremona, Fezzi, 1896.
- Il patto. Romanzo (prefazione di Renato Eduardo), Cremona, Fezzi, 1897.
- La fiamma e l'ombra. Romanzo, Torino, Roux, Frassati e C., 1898.
- L'occhio del lago. Romanzo, Torino, Roux, Frassati e C., 1899.
- Le greche. Novelle, Torino, Roux, Frassati e C., 1899.
- La morte d'una Costituzione (Finlandia 1809-1899), Torino-Roma, Casa Editrice Nazionale Roux e Viarengo, 1902. Pubblicato con lo pseudonimo Patrius.
- La proprietà privata nelle guerre marittime secondo il diritto internazionale pubblico, Torino-Roma, Società tipografico-editrice nazionale, 1907.
- "Il diritto di preda nella guerra marittima", in Nuova Antologia, 1911.
- Oro in chicchi. Culture attuali del frumento, Firenze, Le Monnier, 1929. 2ª ed. ampliata, 1931.
- "Adi Abò e Scirè: misteri svelati. Note di un combattente", in Nuova Antologia, 1 e 16 giugno 1936. Pubblicato con lo pseudonimo Triarius, poi anche in volume.
- Settimo piano dell'obelisco. Romanzo, Milano, Ceschina, 1937.